# Osijek (nádraží)
Osijek je hlavní železniční stanice ve východochorvatském městě Osijek. Stanice leží jižně od středu města (západně od pevnosti Tvrđa) a její adresa je Trg Lavoslava Ružičke 2. Nachází se na křížení několika železničních tratí: Varaždín–Dalj, Vinkovci–Osijek a Beli Manastir – Osijek. Má proto význam jako regionální železniční uzel. Stanice byla otevřena v roce 1870 a od té doby existuje původní staniční budova, byť různým způsobem přestavovaná a doplňovaná v pozdějších letech. V roce 2023 byla obnovena nákladem 4 miliony eur a zrekonstruována do historicky věrohodného stavu.